# Paraleyrodes citricolus
Paraleyrodes citricolus là một loài côn trùng cánh nửa trong họ Aleyrodidae, phân họ Aleurodicinae.
Paraleyrodes citricolus được Costa Lima miêu tả khoa học đầu tiên năm 1928.